# André Moreau (philosophe)
Pour les articles homonymes, voir Moreau (nom de famille) et André Moreau.
André Moreau est un philosophe et un éditeur québécois, né le 8 février 1941 à Montréal.
Docteur en philosophie de la Sorbonne à 25 ans, il a écrit de nombreux ouvrages.

## Biographie
Il a développé une philosophie classique possédant une épistémologie, une métaphysique et une éthique fondées sur une critique systématique de la matière[réf. nécessaire]. La démarche d'André Moreau est multidirectionnelle : académique par ses traités, accessible aux intellectuels par ses essais et populaire par ses aphorismes et ses nombreuses apparitions à la télévision[réf. nécessaire].
André Moreau a édité lui-même un grand nombre de ses livres. Sa maison d’édition, André Moreau et Compagnie, a publié, entre autres, les 6 volumes du Journal d’un démiurge.
Personnage controversé, dont le sérieux a souvent été mis en doute à cause de son vocabulaire inhabituel, il a tenté de rendre la philosophie accessible aux profanes[réf. nécessaire]. Ses ouvrages, souvent fort volumineux, ne sont pas destinés à tout le monde. Il a fondé le Mouvement jovialiste pour regrouper son public[réf. nécessaire], et poursuit la diffusion du «jovialisme» (éloge de la joie) au moyen de rencontres publiques au Québec et en Europe.
Il a tenu deux «Marathons Philosophiques» à Montréal : un premier de 20 heures sur l’immatérialisme en 1981, un second de 24 heures sur le «jovialisme» en 1983.

## Chronologie
- Fils unique d’un père belge immigré en 1928 et d’une mère québécoise[1]
- Éduqué au primaire par les sœurs de la Providence
- Études classiques au Collège Sainte-Croix
- Inscrit au baccalauréat en philosophie à l’Université de Montréal
- Doctorat de troisième cycle en philosophie à la Sorbonne sous la direction de Paul Ricœur
- Enseigne la philosophie au cégep Ahuntsic de Montréal (1966-1968)
- Parution d’un premier livre avec le Dr Manouvrier (1969)
- Dissolution de l’École de sexologie du Dr Manouvrier (1970)
- Créateur du Mouvement Jovialiste (1970)
- Travaille chez Québécor (vente, rédaction) (1972-1975)
- Participe à des émissions de télévision, notamment celles animées par Réal Giguère et Jean-Pierre Coallier
- Dissolution du « Mouvement jovialiste » (début des années 1980)
- Après avoir publié trois de ses livres[2] en deux ans (1986-1987), Louise Courteau met fin à sa relation d’affaires avec André Moreau
- Huit entretiens avec Louis Gauthier (2000) ; parution du livre de Gauthier en 2001
- Renaissance du Mouvement jovialiste (2008)

## Écrits sur la sexualité
C’est en 1969 qu’André Moreau publie son premier livre, Médiation sexuelle. Essai d'interprétation philosophique de la sexualité. La question de la sexualité imprègne l’ensemble de son œuvre. Les deux ouvrages suivants ont pour titres La Dialectique sexuelle, et Orgasme et être. À travers d’autres ouvrages dont les titres évoquent la philosophie, d’autres livres également centrés sur la sexualité paraîtront. C’est le cas de Riens sexologiques, Le Plaisir est sagesse, La Bible érotique, etc. Le Journal d'un démiurge, publié en 6 volumes entre 1985 et 1999.
Dans l’œuvre de Moreau, la sexualité n’est pas traitée de manière académique. Il s’agit plutôt de témoignages sur sa vision personnelle de la sexualité, voire sur son propre vécu sexuel. Dans Pour réveiller le Dieu endormi, il affirme que « la plus grande force sur terre est l’énergie sexuelle.». Selon Moreau, « l’érotisme est roi ». 

## Pensée philosophique
André Moreau a développé une philosophie qui s’intéresse à de nombreuses questions. Outre la dimension sexuelle, la métaphysique prend une place importante dans son œuvre. Dieu, l’univers, l’homme et surtout la matière, sont des sujets qu’il a longuement abordés, y revenant constamment d’un livre à l’autre et les reprenant dans ses conférences. 
Réfractaire à « une connaissance fondée sur la découverte » ainsi qu’à « la connaissance scientifique », Moreau rend compte dans son œuvre de son « expérience de vie » plutôt que de ce qu’il découvrirait d’après une méthode rigoureuse et transparente. 
La sexualité chez André Moreau mène au sacré : « J’avais d’ailleurs une tendance à associer l’énergie divine aux pulsions de la libido lorsque j’étais adolescent. Un de mes professeurs me dit un jour que le plus grand scandale était d’associer les choses de la chair et celles de la religion. Il venait de décider de ma vocation. Le vocabulaire « jovialiste » est née de cette fusion entre l’érotique et le sacré ».

## La création du mouvement jovialiste
Moreau explique dans Le Cosmos intérieur que le « jovialisme » a une origine mythologique au sens jungien (C.G. Jung) du terme. Il a créé ce néologisme à partir de « Jovis », mot latin qui désigne Jupiter dans les Centuries de Nostradamus. Ce mouvement a été fondé afin de « servir de plate-forme sociale pour répandre dans le peuple des idées radicalement nouvelles », idées que l’on retrouve dans six de ses livres. 
Ce mouvement aurait bien fonctionné jusqu’au début des années 1980. Au début des années 1990, le mouvement jovialiste a été dissous, avant de revenir en 2008 sous l’appellation de « néo-jovialisme ».

## Communicateur accessible
Multidirectionnelle, la démarche d'André Moreau vise un large public, tant les intellectuels par ses traités et un discours académique, que les couches populaires de la société par ses essais, ses aphorismes et de nombreuses apparitions à la radio et à la télévision. Ses ouvrages, souvent volumineux, sont destinés à des publics variés, l’instruit comme le profane. Libre-penseur sans aucune attache à une quelconque institution, il poursuit au Québec comme en Europe, le récit de ses expériences et la diffusion de ses pensées, au moyen de rencontres publiques fort animées, parfois conduisant à la rixe et au chahut. 
Personnage controversé, voire provocateur, dont le sérieux a souvent été mis en doute à cause de son vocabulaire inhabituel, il a tenté de rendre la philosophie accessible aux profanes. 

## Commentaires sur son œuvre
- Louise Marcil-Lacoste : Bien que diplômé de la Sorbonne, André Moreau « se méprend sur la nature de la philosophie »[13]. À cet égard, Marcil-Lacoste le compare à François Hertel, autre diplômé de cette discipline qui s’est fourvoyé.
- Stéphane Baillargeon : D’après ce journaliste, André Moreau s’inscrit dans le courant New Age apparu dans les années 1960 en Californie. Après la publication en 1980 des Enfants du Verseau par l'Américaine Marilyn Ferguson, commençait alors un « âge d'or de la fraternité universelle et de l'harmonie nature-culture, bref une version postmoderne du paradis sur terre ».
- Jean Christophe Laurence : Selon ce journaliste, la pensée d’André Moreau est « axée sur la fête, l'hédonisme, la confiance en soi et la recherche de l'harmonie intérieure par une sexualité épanouie [s'inscrivant] parfaitement bien dans une époque d'insouciance et de libération des mœurs ».
- Louis Cornellier : « Habile manieur de mots et de concepts, le prolifique auteur de traités qui se caractérisent par leur ampleur ne craint pas de s'adonner au syncrétisme intellectuel. Parmi ses références, on compte, bien sûr, Berkeley et d'autres grands auteurs de la tradition philosophique mais aussi, traités sur le même pied, Nostradamus et des éléments d'astrologie. Génial, le monsieur qui se dit "pénétré de [son] identité êtrique radicale"? Si c'est le cas, il faudrait alors parler d'un génie du n'importe quoi. »
- Louis Gauthier : Dans la présentation de André Moreau, un génie méconnu[14], ce romancier dit de lui qu’il est « un homme cultivé et même un érudit, un homme à l’esprit vaste, capable de nuances, désintéressé au sens pécuniaire mais passionné par les idées, la pensée, la philosophie et qui [considère] son métier comme un véritable sacerdoce ».
- Louis Gauthier : « Je comprends que le personnage d'André Moreau puisse choquer, et ses idées aussi. Moreau dérange, exagère et paraît parfois ridicule. C'est notre Dalí philosophique »[15].

## Publications
| - Frans Manouvrier et André Moreau, La Médiation sexuelle. Essai d'interprétation philosophique de la sexualité - La Dialectique sexuelle - Orgasme et être - La Volonté du bonheur - L'Énergie divine (2e édition - Le Plaisir est sagesse (3e édition) - La Violence créatrice (2e édition) - La Seconde Naissance - Pour réveiller le Dieu endormi (3e édition) - Riens sexologiques (2e édition) - La Mère érotique - Le Mouvement jovialiste (3e édition) - L'Enseignement jovialiste - L'Art des systèmes - Ma conception de l'optimisme - Un univers jovial - Pour une éthique de l'excès - La Folie de Dieu - Le génie est une fête - Cent millions de Christ (2e édition) - L'Aventure intégrale - Pour le meilleur et sans le pire (2e édition) - Le Journal d'un démiurge, 6 volumes : 1. Ascension d'un penseur dans la société 2. Le Bordel métaphysique 3. La Somme théologique des amants 4. Séparer le subtil de l'épais 5. Le Réveil des morts 6. Les Demeures du Verbe | - Le Cosmos intérieur (2e édition) - Alcool pour non-buveur - Grand Traité sur l'immatérialisme, 4 volumes : 1. La matière n'existe pas (2e édition) 2. Le Clair-voir 3. Schématisme et dématérialisation 4. Conscience jaillissante et synthèse productive - Traité sur l'être, 3 volumes : 1. Pari sur l'être 2. Le « Je suis » intussusceptif 3. Dieu existe parce que je suis - L'Absolu - Clartés de la psyché-univers - La Pratique de l'infini - Limpides frontières - L'Immortaliste - L'Effort est le signe de l'erreur - La Doctrine de l'absolu-(relatif) (thèse de 1963) - La Bible érotique (Le Guide spirituel du plaisir) - Pour réveiller le dieu endormi (2007) - À la verticale du monde (2008) - Mon enfance philosophique (2008) - La bête est porteuse de la divinité (2010) - Traité sur l'Eupraxia, Tome 1 et 2 (2010) - Chroniques de l'Éternité (Printemps 2011) |